# Yordan Thimon
Yordan Luis Thimon (Le Lamentin, 19 agosto 1996) è un calciatore francese di origini martinicane, centrocampista del Club Franciscain e della Nazionale martinicana.

## Caratteristiche tecniche
È un esterno sinistro.

## Carriera

### Nazionale
Ha esordito con la Nazionale martinicana il 29 marzo 2017 disputando l'amichevole pareggiata 0-0 contro la Guyana.
È stato convocato per disputare la CONCACAF Gold Cup 2019, la CONCACAF Gold Cup 2021 e la CONCACAF Gold Cup 2023.

## Statistiche

### Cronologia presenze e reti in nazionale
| Cronologia completa delle presenze e delle reti in nazionale ― Martinica | Cronologia completa delle presenze e delle reti in nazionale ― Martinica | Cronologia completa delle presenze e delle reti in nazionale ― Martinica | Cronologia completa delle presenze e delle reti in nazionale ― Martinica | Cronologia completa delle presenze e delle reti in nazionale ― Martinica | Cronologia completa delle presenze e delle reti in nazionale ― Martinica | Cronologia completa delle presenze e delle reti in nazionale ― Martinica | Cronologia completa delle presenze e delle reti in nazionale ― Martinica |
| Data                                                                     | Città                                                                    | In casa                                                                  | Risultato                                                                | Ospiti                                                                   | Competizione                                                             | Reti                                                                     | Note                                                                     |
| ------------------------------------------------------------------------ | ------------------------------------------------------------------------ | ------------------------------------------------------------------------ | ------------------------------------------------------------------------ | ------------------------------------------------------------------------ | ------------------------------------------------------------------------ | ------------------------------------------------------------------------ | ------------------------------------------------------------------------ |
| 29-3-2017                                                                | Linden                                                                   | Guyana                                                                   | 0 – 0                                                                    | Martinica                                                                | Amichevole                                                               | -                                                                        |                                                                          |
| 27-4-2017                                                                | Le Lamentin                                                              | Martinica                                                                | 4 – 1                                                                    | Guadalupa                                                                | Amichevole                                                               | -                                                                        |                                                                          |
| 13-10-2018                                                               | Bayamón                                                                  | Porto Rico                                                               | 0 – 1                                                                    | Martinica                                                                | CONCACAF Nations League 2019-2020 - Qualificazioni                       | -                                                                        |                                                                          |
| 17-10-2018                                                               | Fort-de-France                                                           | Martinica                                                                | 4 – 0                                                                    | Isole Vergini Britanniche                                                | CONCACAF Nations League 2019-2020 - Qualificazioni                       | -                                                                        | 37’                                                                      |
| 24-3-2019                                                                | Les Abymes                                                               | Guadalupa                                                                | 0 – 1                                                                    | Martinica                                                                | CONCACAF Nations League 2019-2020 - Qualificazioni                       | -                                                                        |                                                                          |
| 20-6-2019                                                                | Commerce City                                                            | Cuba                                                                     | 0 – 3                                                                    | Martinica                                                                | Gold Cup 2019 - 1º Turno                                                 | -                                                                        | 76’                                                                      |
| 7-9-2019                                                                 | Fort-de-France                                                           | Martinica                                                                | 1 – 1                                                                    | Trinidad e Tobago                                                        | CONCACAF Nations League 2019-2020 - 1º Turno                             | -                                                                        | 11’                                                                      |
| 10-9-2019                                                                | Port of Spain                                                            | Trinidad e Tobago                                                        | 2 – 2                                                                    | Martinica                                                                | CONCACAF Nations League 2019-2020 - 1º Turno                             | -                                                                        |                                                                          |
| 24-6-2021                                                                | Fort-de-France                                                           | Martinica                                                                | 1 – 2                                                                    | Guadalupa                                                                | Amichevole                                                               | -                                                                        |                                                                          |
| 25-9-2022                                                                | Fort-de-France                                                           | Martinica                                                                | 1 – 1                                                                    | Guinea-Bissau                                                            | Amichevole                                                               | -                                                                        |                                                                          |
| 23-2-2023                                                                | Caienna                                                                  | Guyana francese                                                          | 0 – 1                                                                    | Martinica                                                                | Amichevole                                                               | -                                                                        | 74’                                                                      |
| 26-3-2023                                                                | Fort-de-France                                                           | Martinica                                                                | 1 – 2                                                                    | Costa Rica                                                               | CONCACAF Nations League 2022-2023 - 1º Turno                             | -                                                                        | 84’                                                                      |
| 1-7-2023                                                                 | Harrison                                                                 | Martinica                                                                | 1 – 2                                                                    | Panama                                                                   | Gold Cup 2023 - 1º Turno                                                 | -                                                                        | 64’                                                                      |
| Totale                                                                   |                                                                          | Presenze                                                                 | 13                                                                       |                                                                          | Reti                                                                     | 0                                                                        |                                                                          |